# Papež Anaklet I.
Papež Anaklet (=Klet), tretji papež, * 1. stoletje n. št., † med 88 in 92, Rim.

## Življenjepis
Kot Linov naslednik je v Irenejevem seznamu rimskih škofov zapisan Anaklet in tudi njegovo ime je omenjeno med mučenci v prvi evharistični molitvi. Mučeniško smrt je pretrpel v času drugega preganjanja kristjanov pod cesarjem Domicijanom (81-96). Ta se je proglasil za »gospoda in boga«. Takrat so kristjane, ki niso priznavali rimske državne religije, obdolžili »ateizma in judovskih običajev«. Med najbolj znanimi mučenci sta bila cesarjeva sorodnika konzul Tit Flavij Klemen in njegova žena Domitila (leta 95). Apostola Janeza so iz Efeza pregnali na otok Patmos, kjer je napisal knjigo Razodetja.

## Ocena

### Pravo ime
Po skozi stoletja trajajoči razpravi je Papeški letopis za leto 1947 potrdil, da Anaklet pomeni isto osebo kot Klet in je naslednik Lina. Že Evzebij, Irenej, Avguštin in Oktat so menili, da je Klet in Anaklet ista oseba; niso pa se strinjali glede vrstnega reda. Irenej je postavil vrstni red: Lin, Anaklet, Klemen; Avguštin in Oktat pa: Lin, Klemen in Anaklet. Tertulijan pa opušča oba. 
Zato nekateri zahtevajo, da je treba Anakleta črtati in ohraniti le Kleta, ki naj pa ne bi bil mučenec. Glede Kleta se je namreč izkazalo, da je ista oseba kakor papež Anaklet, čigar spomin se obhaja 13. julija. Zato je kongregacija sv. Obredov 1960 Anakletov spomin črtala. Spomin papeža Kleta pa je ostal v veljavi do leta 1969. 
Največjo potrditev pa je podal Louis Duchesne. On razlaga, da je do dvojnosti prišlo zato, ker je Klet skrajšano od Anaklet. 
Ker obstaja v srednjem veku protipapež Anaklet II., navadno imenujejo tega papeža Anaklet I.

### Čas vladanja
Viri se razhajajo tudi glede obdobja njegovega vladanja in še glede nekaterih podrobnosti. 
Nekateri postavljajo njegov pontifikat med 79-90/92; Po mnenju nekaterih pa naj bi vladal od 76 do 90.
Njegov pontifikat je pa po drugih virih trajal od 76 do 88. Gotovo je torej, da je vladal med leti 76-92 po Kr.. Bil je mučen v Rimu 13. junija, verjetno leta 88 (90 ali 92). Častimo ga kot svetnika, in sicer od 1969. leta kot neobvezni spomin.

### Irenejevo poročilo
Ko sta blažena apostola ustanovila in uredila Cerkev, sta prenesla škofovstvo na Lina za oblast nad Cerkvijo. Tega Lina omenja Pavel v pismu Timoteju.Njemu je sledil Anaklet. Za njim je na tretjem mestu prejel škofovstvo Klemen, ki je apostole še videl in imel z njimi stike.

Tako poroča sveti Irenej, rojen leta 115 po Kr., potem lyonski škof, v tretji knjigi obsežnega dela „Proti herezijam”. Ta znameniti Irenejev „Seznam papežev” je bil napisan za časa vladanja cesarja Komodija (180 – 192 po Kr.). To je najstarejši dokument nesporne avtentičnosti, ki potrjuje neprekinjeno vrsto papežev od Petra do Elevterija, torej do leta 189. 